# Лунинець (аеродром)
Військовий аеродром Лунинець — військовий аеродром розташований поблизу міста Лунинець, Берестейська область, Білорусь, військова частина № 65408 (в/ч 65408). Командувач частини підполковник Лозицький Олександр Віталійович.

## Історія

### Російсько-українська війна
Приватною американською компанією Maxar Technologies 14 лютого 2022 було зафіксоване розгортання російських військ у Білорусі. Зокрема на супутникових знімках видно 32 штурмовики Су-25, системи протиповітряної оборони С-400, техніку сухопутних військ і безпілотники на аеродромі Лунинець.
25 лютого 2022 було зафіксовано демонстраційні дії вздовж північної ділянки державного кордону України літаками Су-25СМ з аеродрому Лунинець.
6 березня 2022 стало відомо, що російськими окупаційними військами в рамках Російського вторгнення в Україну для завдання авіаударів по об'єктах військової та цивільної інфраструктури Київщини й Житомирщини залучались військові літаки Су-35C, Су-34 і Су-25, які підіймалися в небо з аеродромів Барановичі, Лунинець і Ліда, що в Білорусі. З аеродрому Лунинець вилетіло щонайменше 11 винищувачів.
10 березня 2022 неподалік міста Лунинець врізався в землю, вибухнув та загорівся збитий над Україною російський військовий літак.
Влітку 2022 на території аеродрому проводились роботи з розширення території та будівництву нових ангарів. За інформацією ЗМІ ці роботи досить небезпечні для виконавців через підвищений рівень радіоактивного забруднення.